# Armoriale dell'artiglieria dell'Esercito italiano
Questa pagina contiene le armi (stemmi e blasonature) delle unità facenti parte dell'Arma di Artiglieria dell'Esercito Italiano.

## Enti dell'Arma di Artiglieria
|  | Regia Accademia di Artiglieria e Genio - Motto: "ICERE ET DISIICERE - EXTRUERE ET DIRUERE". |
|  | Comando per la Formazione e Scuola di Applicazione dell'Esercito (ex Scuola di Applicazione, soppressa nel 2009) (1739, Regie Scuole Teoriche e Pratiche di Artiglieria e Fortificazione (Regno di Sardegna) ?, Scuola di Applicazione di Cavalleria (Regno di Sardegna) ?, Scuola di Applicazione di Fanteria (Regno di Sardegna) 1834-1839, Scuola Complementare (Regno di Sardegna) 1839, Scuola di Applicazione per le Armi Dotte (Regno di Sardegna) 1851, Scuola Complementare per gli Ufficiali di Artiglieria e Genio (Regno di Sardegna) 1863-1924, Scuola d'Applicazione delle Armi di Artiglieria e Genio (Regio Esercito) 1928-1943, Scuola di Applicazione di Artiglieria e Genio (Regio Esercito) 1949, Scuola di Applicazione di Artiglieria; Scuola di Applicazione del Genio > riunite 1951, Scuole di Applicazione d'Arma 1976, Scuola di Applicazione 2003, Scuola di Applicazione e Istituto di Studi Militari dell'Esercito 2009, Comando delle Scuole - Scuola di Applicazione e Istituto di Studi Militari dell'Esercito 2010, Scuola di Applicazione e Istituto di Studi Militari dell'Esercito) 2011-, Comando per la Formazione e Scuola di Applicazione dell'Esercito) Inquartato: nel primo, controinquartato: il 1°) di rosso, alla croce d'argento attraversata in capo dal pendente di tre gocce d'azzurro (di Piemonte); il 2°) d'argento, all'aquila dal volo spiegato (per Savoia); il 3°) partito: a) d'oro alla croce d'azzurro (di Parma); b) di rosso al ramo d'alloro al naturale accollato ad un gladio d'argento in palo manicato d'oro: il tutto abbassato al capo d'azzurro caricato da una stella d'argento; il 4°), partito: a) d'argento a tre fasce di nero, attraversate da un pino di verde radicato su una terrazza dello stesso (di Pinerolo); b) di rosso, al Pegaso d'argento; nel secondo, partito innestato merlato d'oro e di rosso alla banda d'azzurro (ex Scuola di Applicazione di Artiglieria); nel terzo, partito innestato merlato d'oro e di rosso alla banda d'azzurro caricata da una torre di tre piani al naturale murata, aperta e finestrata di nero di tre, 1, 1, 1; nel quarto, d'azzurro al toro furioso d'oro (di Torino). Ornamenti esteriori: - lo scudo è sormontato dalla corona turrita degli Enti Militari - lista bifida d'oro, svolazzante, collocata sotto la punta dello scudo, incurvata con la concavità rivolta verso l'alto, riportante il motto, in lettere maiuscole di nero: "DOCTRINAS BELLO APTARE" - nastro rappresentativo della ricompensa al Valore: annodato nella parte centrale non visibile della corona turrita, scendente svolazzante in sbarra dal punto predetto, passando dietro la parte superiore dello scudo: 1 M.A.V.M., 1 M.B.V.E. D.P.R. del 14 marzo 1977. |
|  | Scuola di Applicazione di Artiglieria (soppressa nel 1976) (1834-1839, Scuola Complementare (Regno di Sardegna) 1839, Scuola di Applicazione per le Armi Dotte (Regno di Sardegna) 1851, Scuola Complementare per gli Ufficiali di Artiglieria e Genio (Regno di Sardegna) 1863-1924, Scuola d'Applicazione delle Armi di Artiglieria e Genio (Regio Esercito) 1928-1943, Scuola di Applicazione di Artiglieria e Genio (Regio Esercito) 1949, Scuola di Applicazione di Artiglieria > poi riunita alla Scuola di Applicazione del Genio 1951, Scuole di Applicazione d'Arma > poi riunite 1976-2003, Scuola di Applicazione) Partito innestato merlato d'oro e di rosso, alla banda d'azzurro. Ornamenti esteriori: - sullo scudo il fregio dell'Arma di Artiglieria, specialità da campagna, sormontato dall'elmo di Pallade - sotto lo scudo, su lista d'argento con le estremità bifide di nero, bordate d'oro, il motto: "DOCTRINAS BELLO APTARE". D.P.R. dell'11 settembre 1960. |
|  | Scuola di Applicazione di Artiglieria e Genio (soppressa nel 1943) (1834-1839, Scuola Complementare (Regno di Sardegna) 1839, Scuola di Applicazione per le Armi Dotte (Regno di Sardegna) 1851, Scuola Complementare per gli Ufficiali di Artiglieria e Genio (Regno di Sardegna) 1863-1924, Scuola d'Applicazione delle Armi di Artiglieria e Genio (Regio Esercito) 1928-1943, Scuola di Applicazione di Artiglieria e Genio (Regio Esercito) 1949, Scuola di Applicazione di Artiglieria; Scuola di Applicazione del Genio > poi riunite 1951, Scuole di Applicazione d'Arma > poi riunite 1976-2003, Scuola di Applicazione) Partito innestato merlato d'oro e di rosso, alla banda di azzurro. Motto: "DOCTRINAS BELLO APTARE". |
|  | Scuola Allievi Sottufficiali di Artiglieria - Motto: "OMNIBUS VIRIBUS" |
|  | Scuola di Artiglieria (soppressa nel 2010) (1888, Scuola centrale di tiro di Artiglieria (Regio Esercito) poi divisa 1910, Scuola centrale di Artiglieria da campagna; Scuola di Artiglieria da fortezza > poi riunite 1920-1943, Scuola centrale di Artiglieria (Regio Esercito) 1945, Reggimento di addestramento di Artiglieria 1946-2010, Scuola di Artiglieria) D'azzurro, alla croce d'argento accantonata da quattro fiamme di nero bordate d'oro e caricata in cuore della testa della Medusa di verde, anguicrinita, bordata pure d'oro. Ornamenti esteriori: - lo scudo è sormontato dalla corona turrita degli Enti Militari - lista bifida d'oro, svolazzante, collocata sotto la punta dello scudo, incurvata con la concavità rivolta verso l'alto, riportante il motto, in lettere maiuscole di nero: "STUDIO IGNIQUE USQUE AD GLORIAM". |
|  | Centro di addestramento e sperimentazione dell'Artiglieria Controaerei (soppresso nel 2009) (Scuola poi Centro di addestramento Controaerei) D'azzurro, al grifo troncato di nero e d'oro, linguato ed illuminato di rosso. Ornamenti esteriori: - lo scudo è sormontato dalla corona turrita degli Enti Militari - lista bifida d'oro, svolazzante, collocata sotto la punta dello scudo, incurvata con la concavità rivolta verso l'alto, riportante il motto, in lettere maiuscole di nero: "CONTRO L'ALA NEMICA ADDESTRO E TEMPRO". |

## Artiglieria da Campagna
| Stemma | Unità e blasonatura |
|        | 1º Reggimento artiglieria "Cacciatori delle Alpi" Di rosso, alla banda in divisa, scorciata, di argento, accompagnata sopra da una testa di medusa d'oro e sotto da un leone d'argento impugnante una spada in palo, poggiante con la zampa posteriore sinistra su un monte dello stesso, uscente da un mare fluttuoso al naturale. Ornamenti esteriori: - lo scudo è sormontato dalla corona turrita degli Enti Militari - lista bifida d'oro, svolazzante, collocata sotto la punta dello scudo, incurvata con la concavità rivolta verso l'alto, riportante il motto, in lettere maiuscole di nero: "ULTRA PRIMUM". |
|        | 5º Reggimento artiglieria "Superga" Inquartato: il primo, di rosso alla croce d'argento attraversata in capo da un lambello d'azzurro di tre pendenti e caricata in cuore di una cerva d'oro rivoltata e sdraiata su una scala d'argento posta in fascia (di Venaria Reale); il secondo, inquartato dalla croce d'argento: a) e d) d'azzurro alle fiamme trifide di nero bordate d'argento moventi dai cantoni, b) ed e) di nero alle fiamme trifide d'azzurro bordate d'argento uscenti dai cantoni; su tutto il cavaliere rivoltato, passante, scudato di rosso alla croce d'argento, montato su un cavallo bardato di rosso e crociato d'argento; il terzo partito: a) d'argento al giglio bottonaio di rosso (di Firenze); b) di rosso a tre covoni d'oro, 2, 1; il quarto, d'argento a due burelle d'azzurro poste in banda. Ornamenti esteriori: - lo scudo è sormontato dalla corona turrita degli Enti Militari - lista bifida d'oro, svolazzante, collocata sotto la punta dello scudo, incurvata con la concavità rivolta verso l'alto, riportante il motto, in lettere maiuscole di nero: "AB ORIGINE FAMA" - nastri rappresentativi delle ricompense al Valore: annodati nella parte centrale non visibile della corona turrita, scendenti svolazzanti in sbarra ed in banda dal punto predetto, passando dietro la parte superiore dello scudo: 2 M.B.V.M., 1 M.B.V.E. |
|        | 8º Reggimento artiglieria terrestre "Pasubio" Interzato in palo: nel primo, partito di rosso e d'argento alla croce dell'uno nell'altro, accantonata nel secondo cantone da un capo d'azzurro, carico di tre gigli d'oro, ordinati in fascia ed alternati da quattro denti di un lambello di rosso, cucito (Capo d'Angio, per Bologna) e nel quarto cantone, dal giglio bottonato di rosso (di Firenze); nel secondo, troncato: nel 1°, contro troncato, a) d'azzurro, alla ruota d'oro raggiata di otto; b) di verde, a due anguille al naturale, poste in palo, attraversanti sulla troncatura (di Peschiera); nel 2°, inquartato di rosso e d'argento (di Gaeta); nel terzo, d'azzurro al tridente bizantino d'Ucraina d'oro, sormontato da una stella d'argento. Il tutto abbassato al capo d'oro con quartier franco destro d'azzurro caricato dal tridente bizantino d'Ucraina d'oro. Ornamenti esteriori: - lo scudo è sormontato dalla corona turrita degli Enti Militari - lista bifida d'oro, svolazzante, collocata sotto la punta dello scudo, incurvata con la concavità rivolta verso l'alto, riportante il motto, in lettere maiuscole di nero: "VIS IGNEA" - nastri rappresentativi delle ricompense al Valore: annodati nella parte centrale non visibile della corona turrita, scendenti svolazzanti in sbarra ed in banda dal punto predetto, passando dietro la parte superiore dello scudo: 1 M.O.V.M., 1 M.A.V.M, 2 M.B.V.M., 1 M.B.V.E. |
|        | 9º Gruppo artiglieria da campagna semovente "Brennero" Inquartato: nel primo, di rosso, alla croce d'argento; nel secondo, troncato: nel 1°, d'argento alla lupa capitolina d'oro, posta sulla troncatura (per Roma); nel 2°, d'azzurro, al monte all'italiana di tre cime, d'argento, 1, 2, posti sulla partizione; nel terzo, d'azzurro, fasciato d'argento (per la Campagna di Grecia), all'elmo di Scandenbeg d'oro, posto in sbarra (per la Campagna d'Albania). Ornamenti esteriori: - lo scudo è sormontato dalla corona turrita degli Enti Militari - lista bifida d'oro, svolazzante, collocata sotto la punta dello scudo, incurvata con la concavità rivolta verso l'alto, riportante il motto, in lettere maiuscole di nero: "ALLA META COL CUORE E COLL'ACCIAIO" - nastro rappresentativo della ricompensa al Valore: annodato nella parte centrale non visibile della corona turrita, scendente svolazzante in sbarra dal punto predetto, passando dietro la parte superiore dello scudo: 1 M.B.V.M. |
|        | 12º Gruppo artiglieria da campagna semovente "Capua" - Ornamenti esteriori: - lo scudo è sormontato dalla corona turrita degli Enti Militari - lista bifida d'oro, svolazzante, collocata sotto la punta dello scudo, incurvata con la concavità rivolta verso l'alto, riportante il motto, in lettere maiuscole di nero: "AUDERE ULTIMA" - nastri rappresentativi delle ricompense al Valore: annodati nella parte centrale non visibile della corona turrita, scendenti svolazzanti in sbarra ed in banda dal punto predetto, passando dietro la parte superiore dello scudo: 1 M.A.V.M, 1 M.B.V.M., 1 M.A.V.E. |
|        | 13º Reggimento artiglieria "Granatieri di Sardegna" Tagliato: nel primo, di rosso alla lupa capitolina d'oro; nel secondo, d'oro, al palo d'azzurro caricato da una granata d'argento, fiammata dello stesso e caricata da una croce di rosso accantonata da quattro teste di moro di nero, attortigliate d'argento (per la Sardegna). Sulla partizione una sbarra d'argento caricata da tredici tortelli di rosso, Ornamenti esteriori: - lo scudo è sormontato dalla corona turrita degli Enti Militari - lista bifida d'oro, svolazzante, collocata sotto la punta dello scudo, incurvata con la concavità rivolta verso l'alto, riportante il motto, in lettere maiuscole di nero: "DURA LA VOLONTÀ FERMA LA FEDE" - nastro rappresentativo della ricompensa al Valore: annodato nella parte centrale non visibile della corona turrita, scendente svolazzante in sbarra dal punto predetto, passando dietro la parte superiore dello scudo: 1 M.B.V.M. |
|        | 14º Gruppo artiglieria da campagna "Murge" Semipartito troncato: nel primo, partito d'argento e di rosso, alla croce dell'uno nell'altro, attraversata in capo dal lambello d'azzurro di tre pendenti ed accantonata nel 3° dal giglio bottonato di rosso (di Firenze) e nel 4° da tre covoni d'oro posti 2, 1; nel secondo, inquartato dalla croce d'argento: il 1° e 4° di verde alle fiamme trifide di rosso, il 2° e 3° di rosso (porpora) alle fiamme trifide d'argento; le fiamme uscenti da quattro granate all'antica poste nei cantoni della croce con la fiamma del 1° attraversante due cannoni d'oro in decusse; nel terzo, d'azzurro alla palma sradicata al naturale, accostata da due stelle d'argento, raggiate di otto. Il tutto al capo d'oro con il quartier franco partito di rosso e di nero, caricato in cuore dell'elmo di Scanderbeg d'oro, alla bordura di nero e d'argento. Ornamenti esteriori: - lo scudo è sormontato dalla corona turrita degli Enti Militari - lista bifida d'oro, svolazzante, collocata sotto la punta dello scudo, incurvata con la concavità rivolta verso l'alto, riportante il motto, in lettere maiuscole di nero: "VOX MEA JUS PATRIAE" - nastro rappresentativo della ricompensa al Valore: annodato nella parte centrale non visibile della corona turrita, scendente svolazzante in sbarra dal punto predetto, passando dietro la parte superiore dello scudo: 1 M.O.V.M. |
|        | 19º Gruppo artiglieria "Rialto" Interzato in palo: nel primo, di rosso, alla fascia d'azzurro, al monte all'italiana di tre cime d'argento, 1, 2, posto in punta; nel secondo, d'argento, al giglio bottonato di rosso (di Firenze); nel terzo, scaccato di nero e di rosso di tre tiri e otto file (per la Campagna d'Albania). Il tutto al capo d'oro con il quartier franco troncato di nero e di rosso, al leone passante tenente con la branca anteriore destra una spada, posta in palo, la punta all'insù, il tutto d'oro. Ornamenti esteriori: - lo scudo è sormontato dalla corona turrita degli Enti Militari - lista bifida d'oro, svolazzante, collocata sotto la punta dello scudo, incurvata con la concavità rivolta verso l'alto, riportante il motto, in lettere maiuscole di nero: "CERTAMEN HONOR ET GLORIA" - nastri rappresentativi delle ricompense al Valore: annodati nella parte centrale non visibile della corona turrita, scendenti svolazzanti in sbarra ed in banda dal punto predetto, passando dietro la parte superiore dello scudo: 1 M.O.V.M, 2 M.B.V.M., 1 M.B.V.E. |
|        | 20º Gruppo artiglieria "Piave" Troncato: nel primo, d'azzurro, a tre torri d'oro, murate, aperte e finestrate d' nero, fondate sulla partizione; nel secondo, di verde, alla banda nebulosa d'argento. Il tutto al capo d'argento alla croce di rosso (di Padova). Ornamenti esteriori: - lo scudo è sormontato dalla corona turrita degli Enti Militari - lista bifida: d'oro, svolazzante, collocata sotto la punta dello scudo, incurvata con la concavità rivolta verso l'alto, riportante il motto, in lettere maiuscole di nero: "CELERE AVVAMPA" - nastri rappresentativi delle ricompense al Valore: annodati nella parte centrale non visibile della corona turrita, scendenti svolazzanti in sbarra ed in banda dal punto predetto, passando dietro la parte superiore dello scudo: 1 M.B.V.M., 1 M.B.V.E. |
|        | 21º Reggimento artiglieria terrestre "Trieste" Partito: nel primo, di rosso alla croce d'argento attraversata in capo da un lambello d'azzurro di tre pendenti (di Piemonte) ed accostata nel 1º e 2º da due lame di spada d'argento, decussato; il secondo, troncato: a) partito di rosso e di nero all'elmo di Scanderbeg d'oro, posto in sbarra (per la Campagna d'Albania); b) d'azzurro, al silfio reciso d'oro e sormontato da una stella d'argento (per la Cirenaica). Sulla troncatura una fascia di rosso caricata da un ferro di alabarda di San Giorgio [corsesca] d'argento, posta in palo, la punta all'insù (di Trieste). [N.B.: nel disegno è omesso il Capo d'oro, spettante]. Ornamenti esteriori: - lo scudo è sormontato dalla corona turrita degli Enti Militari - lista bifida: d'oro, svolazzante, collocata sotto la punta dello scudo, incurvata con la concavità rivolta verso l'alto, riportante il motto, in lettere maiuscole di nero: "ARDENTE LA FIAMMA, INTREPIDO IL CUORE" - nastro rappresentativo della ricompensa al Valore: annodato nella parte centrale non visibile della corona turrita, scendente svolazzante in sbarra dal punto predetto, passando dietro la parte superiore dello scudo: 1 M.O.V.M. |
|        | 24º Reggimento artiglieria terrestre "Peloritani" Inquartato: nel primo, d'argento al cavallo allegro di nero (di Napoli); nel secondo, di rosso alla croce d'oro (di Messina); nel terzo, di rosso alla croce d'argento caricata da un lambello d'azzurro di tre pendenti (di Piemonte); nel quarto, fasciato d'azzurro e d'argento (per la Campagna di Grecia), caricato in cuore dall'elmo di Scanderbeg d'oro, posto in sbarra (per la Campagna d'Albania). Ornamenti esteriori: - lo scudo è sormontato dalla corona turrita degli Enti Militari - lista bifida d'oro, svolazzante, collocata sotto la punta dello scudo, incurvata con la concavità rivolta verso l'alto, riportante il motto, in lettere maiuscole di nero: "NELL'ANTICO VALOR LA NOSTRA GUIDA". - nastro rappresentativo della ricompensa al Valore: annodato nella parte centrale non visibile della corona turrita, scendente svolazzante in sbarra dal punto predetto, passando dietro la parte superiore dello scudo: 1 C.d.G.V.M. |
|        | 27º Gruppo artiglieria pesante semovente "Marche" Partito: nel primo, inquartato: a) e d) d'argento alla croce di rosso (di Milano); b) d'azzurro all'aquila di nero rostrata, beccata e coronata d'oro; c) di rosso all'aquila al naturale; nel secondo, troncato: a) d'azzurro ai monti ed al fiume al naturale; b) d'argento, a due fasce d'azzurro, caricato in cuore da due spade al naturale poste in decusse (per la Campagna di Grecia). Ornamenti esteriori: - lo scudo è sormontato dalla corona turrita degli Enti Militari - lista bifida: d'oro, svolazzante, collocata sotto la punta dello scudo, incurvata con la concavità rivolta verso l'alto, riportante il motto, in lettere maiuscole di nero: "SEMPER AUDERE" - nastro rappresentativo della ricompensa al Valore: annodato nella parte centrale non visibile della corona turrita, scendente svolazzante in sbarra, passando dietro la parte superiore dello scudo: 1 M.B.V.E. |
|        | 28º Reggimento artiglieria "Livorno" Inquartato: nel primo, d'oro alla croce d'azzurro (di Parma); nel secondo, di rosso al monte all'italiana di tre cime, d'argento, 1, 2, fondati sulla partizione; nel terzo, di rosso alla fortezza torricellata di due al naturale, la torre di destra cimata di una bandiera bifida d'argento, astata di nero, svolazzante a sinistra e caricata della legenda "FIDES" in caratteri maiuscoli di nero,il tutto fondato su campagna d'argento ondata d'azzurro (di Livorno); nel quarto, d'oro all'aquila coronata di nero, dal volo spiegato. Ornamenti esteriori: - lo scudo è sormontato dalla corona turrita degli Enti Militari - lista bifida d'oro, svolazzante, collocata sotto la punta dello scudo, incurvata con la concavità rivolta verso l'alto, riportante il motto, in lettere maiuscole di nero: "COL FERRO E COL FUOCO" - nastri rappresentativi delle ricompense al Valore: annodati nella parte centrale non visibile della corona turrita, scendenti svolazzanti in sbarra ed in banda dal punto predetto, passando dietro la parte superiore dello scudo: 1 M.A.V.M., 1 M.A.V.E. |
|        | 33º Reggimento artiglieria terrestre "Acqui" Interzato in palo. Nel primo, troncato: a) di rosso al drago d'oro, b) d'azzurro a tre monti al naturale; nel secondo, di rosso al palo di nero caricato in cuore dall'elmo di Scanderbeg d'oro, posto in sbarra (per la Campagna d'Albania); nel terzo, troncato: a) di rosso alla croce scorciata vuota, patente e pomata d'argento (di Pisa); b) d'argento alla croce di rosso (di Padova). Il tutto abbassato al capo d'oro, caricato del quartier franco d'argento alla croce di rosso. Ornamenti esteriori: - lo scudo è sormontato dalla corona turrita degli Enti Militari - lista bifida: d'oro, svolazzante, collocata sotto la punta dello scudo, incurvata con la concavità rivolta verso l'alto, riportante il motto, in lettere maiuscole di nero: "ALTO L'ONOR TENEMMO" - nastri rappresentativi delle ricompense al Valore: annodati nella parte centrale non visibile della corona turrita, scendenti svolazzanti in sbarra, passando dietro la parte superiore dello scudo: 1 M.O.V.M., 1 C.d.G.V.M. |
|        | 35º Gruppo artiglieria "Riolo" (35º Reggimento artiglieria "Friuli") - Ornamenti esteriori: - lo scudo è sormontato dalla corona turrita degli Enti Militari - lista bifida: d'oro, svolazzante, collocata sotto la punta dello scudo, incurvata con la concavità rivolta verso l'alto, riportante il motto, in lettere maiuscole di nero: "TEMPRO IL CUORE ALLA VITTORIA" - nastri rappresentativi delle ricompense al Valore: annodati nella parte centrale non visibile della corona turrita, scendenti svolazzanti in sbarra ed in banda dal punto predetto, passando dietro la parte superiore dello scudo: 1 M.A.V.M., 1 M.A.V.C. |
|        | 41º Reggimento artiglieria "Firenze" Interzato in palo: nel primo, campo di cielo, ai monti fondati su una campagna attraversata da un fiume, il tutto al naturale; nel secondo, troncato: a) d'argento al giglio bottonato di rosso (di Firenze); b) di rosso al palo di nero, all'elmo di Scanderbeg d'oro, posto in sbarra (per la Campagna d'Albania), alla fascia d’azzurro, caricata d’una stella d’argento, attraversante la partizione; nel terzo, d’oro, alla torre quadrata merlata alla ghibellina fondata sopra una base di tre gradini digradanti e sostenuta da due leoni affrontati, il tutto di rosso (di Bassano). Ornamenti esteriori: - lo scudo è sormontato dalla corona turrita degli Enti Militari - lista bifida d'oro, svolazzante, collocata sotto la punta dello scudo, incurvata con la concavità rivolta verso l'alto, riportante il motto, in lettere maiuscole di nero: "CUORE SALDO NON FALLISCE IL COLPO" - nastro rappresentativo della ricompensa al Valore: annodato nella parte centrale non visibile della corona turrita, scendente svolazzante in sbarra, passando dietro la parte superiore dello scudo: 1 M.A.V.M. |
|        | 48º Reggimento artiglieria "Taro" Troncato; nel primo, d'argento all'aquila dal volo abbassato di nero, linguata e armata d'oro e sormontata dalle lettere PHS di nero e da una corona all'antica pure d'oro (dell'Aquila); nel secondo partito: il 1º, di rosso al palo di nero caricato dall'elmo d'oro di Scanderbeg posto in sbarra (per la Campagna d'Albania); il 2º) troncato d'azzurro e di verde al leone d'oro passante sulla troncatura tenente con la branca destra un gladio pure d'oro posto ln palo, la punta all'insù (per il Montenegro). Ornamenti esteriori: - lo scudo è sormontato dalla corona turrita degli Enti Militari - lista bifida d'oro, svolazzante, collocata sotto la punta dello scudo, incurvata con la concavità rivolta verso l'alto, riportante il motto, in lettere maiuscole di nero: "RISORTO PER NUOVI ALLORI". - nastro rappresentativo della ricompensa al Valore: annodato nella parte centrale non visibile della corona turrita, scendente svolazzante in sbarra dal punto predetto, passando dietro la parte superiore dello scudo: 1 C.d.G.V.M. |
|        | 52º Reggimento artiglieria terrestre "Torino" Interzato in palo; nel primo troncato: a) d'azzurro alla muraglia cimata di tre torri, la centrale più alta, muraglia e torri merlate alla ghibellina, il tutto d'argento, aperto, finestrato e murato di nero, fondato su una campagna di verde (di Gorizia); b) di rosso alla croce d'oro; nel secondo, d'argento alla burella d'azzurro posta in banda ed al toro furioso, troncato d'oro e d'azzurro (per Torino); nel terzo, troncato: a) partito, il 1º) fasciato di rosso e di argento di sei pezzi, il 2º) di nero al braccio destro posto in palo rivestito del primo campo con la mano di carnagione sostenente una palla d'oro; sulla partizione una spiga d'oro fogliata di verde di due pezzi (per Cremona); b) d'oro all'aquila spiegata, di nero, sostenente una lepre al naturale, posta sotto un capo d'argento alla croce patente di rosso (d'Acqui Terme). Il tutto abbassato al capo d'oro col quartier franco d'azzurro caricato del tridente bizantino d'Ucraina, d'oro. Ornamenti esteriori: - lo scudo è sormontato dalla corona turrita degli Enti Militari - lista bifida d'oro, svolazzante, collocata sotto la punta dello scudo, incurvata con la concavità rivolta verso l'alto, riportante il motto, in lettere maiuscole di nero: "DOMINO E DOMO" - nastri rappresentativi delle ricompense al Valore: annodati nella parte centrale non visibile della corona turrita, scendenti svolazzanti in sbarra ed in banda dal punto predetto, passando dietro la parte superiore dello scudo: 1 M.O.V.M., 1 M.B.V.M. |
|        | 108º Gruppo artiglieria "Cosseria" Tagliato d'azzurro e d'argento, al del tridente bizantino d'Ucraina sulla partizione, dell'uno all'altro. Ornamenti esteriori: - lo scudo è sormontato dalla corona turrita degli Enti Militari - lista bifida d'oro, svolazzante, collocata sotto la punta dello scudo, incurvata con la concavità rivolta verso l'alto, riportante il motto, in lettere maiuscole di nero: "OVE PIÙ INTENSA È LA LOTTA" - nastri rappresentativi delle ricompense al Valore: annodati nella parte centrale non visibile della corona turrita, scendenti svolazzanti in sbarra ed in banda dal punto predetto, passando dietro la parte superiore dello scudo: 1 M.A.V.M., 1 C.d.G.V.M., 1 M.B.V.E. |
|        | 120º Gruppo artiglieria da campagna semovente "Po" (120º Reggimento di artiglieria) Interzato in pergola: nel primo, d'argento, all'aquila di nero, coronata d'oro, perticata su due cannoni decussati dello stesso e caricata in cuore di uno scudetto partito, a) di rosso, alla croce d'argento (di Savoia moderno); b) d'argento alla croce di rosso (di Padova); nel secondo, di rosso, al tridente bizantino d'Ucraina d'oro, sormontato da una stella d'argento; nel terzo, d'azzurro, la pianta della città di Palmanova d'oro. Ornamenti esteriori: - lo scudo è sormontato dalla corona turrita degli Enti Militari - lista bifida d'oro, svolazzante, collocata sotto la punta dello scudo, incurvata con la concavità rivolta verso l'alto, riportante il motto, in lettere maiuscole di nero: "NUOVE VAMPE NELLA GRANDE FIAMMA" - nastri rappresentativi delle ricompense al Valore: annodati nella parte centrale non visibile della corona turrita, scendenti svolazzanti in sbarra ed in banda dal punto predetto, passando dietro la parte superiore dello scudo: 1 M.A.V.M., 1 M.B.V.E. |
|        | 131º Reggimento artiglieria da campagna semovente "Centauro" (131º Reggimento artiglieria di Divisione corazzata "Centauro" 131º Reggimento artiglieria corazzata "Centauro" 131º Gruppo artiglieria pesante campale "Vercelli") D'argento, alla burella d'azzurro posta in banda, accompagnata nel primo da una granata all'antica, di nero, dirompente e fiammeggiante al naturale. Ornamenti esteriori: - lo scudo è sormontato dalla corona turrita degli Enti Militari - lista bifida d'oro, svolazzante, collocata sotto la punta dello scudo, incurvata con la concavità rivolta verso l'alto, riportante il motto, in lettere maiuscole di nero: "FULMINEO FUOCO DI FULMINEA MOLE" - nastro rappresentativo della ricompensa al Valore: annodato nella parte centrale non visibile della corona turrita, scendente svolazzante in sbarra dal punto predetto, passando dietro la parte superiore dello scudo: 1 M.B.V.M. |
|        | 132º Reggimento artiglieria corazzata "Ariete" (132º Reggimento artiglieria di Divisione corazzata "Ariete" 132º Reggimento artiglieria corazzata "Ariete" 132º Gruppo artiglieria pesante campale semovente "Rovereto" 132º Gruppo artiglieria pesante campale "Rovereto" 132º Reggimento artiglieria da campagna semovente "Ariete") Trinciato: nel primo, d'azzurro alla rovere sradicata d'oro (di Rovereto); nel secondo, di rosso, alla fascia d'argento attraversata da un portone aperto d'oro con l'architrave d'argento, sprangata di rosso, uscente da un fiume nella punta al naturale (di Pordenone). Sulla trinciatura una banda nebulosa d'argento. Il tutto abbassato al capo d'oro caricato del quartier franco d'azzurro, al silfio d'oro reciso e sormontato da una stella d'argento (di Cirenaica). Ornamenti esteriori: - lo scudo è sormontato dalla corona turrita degli Enti Militari - lista bifida d'oro, svolazzante, collocata sotto la punta dello scudo, incurvata con la concavità rivolta verso l'alto, riportante il motto, in lettere maiuscole di nero: "FULMINEO E POSSENTE" - nastro rappresentativo della ricompensa al Valore: annodato nella parte centrale non visibile della corona turrita, scendente svolazzante in sbarra dal punto predetto, passando dietro la parte superiore dello scudo: 1 M.O.V.M. |
|        | 184º Reggimento artiglieria da campagna semovente paracadutisti "Nembo" (184º Reggimento artiglieria della 184ª Divisione paracadutisti "Nembo" Reggimento artiglieria "Folgore" 184º Reggimento artiglieria "Folgore" 184º Reggimento artiglieria da campagna "Folgore" 184º Gruppo artiglieria pesante campale semovente "Filottrano") Troncato, semipartito: nel primo, d'oro, all'aquila di nero, col volo spiegato, linguata di rosso, sostenuta dalla bocca di fuoco, posta in fascia, con la culatta a sinistra, attraversante la coda dell'aquila, di verde; nel secondo, di rosso, al monte all'italiana di sette colli, 1, 2, 4, d'argento, sormontato dalla crocetta gigliata, d'oro (di Filottrano); nel terzo, d'argento, a due fasce innestate, di nero; con la fascia diminuita d'azzurro, caricata dalla saetta d'oro, posta sulla troncatura. Ornamenti esteriori: - lo scudo è sormontato dalla corona turrita degli Enti Militari - lista bifida d'oro, svolazzante, collocata sotto la punta dello scudo, incurvata con la concavità rivolta verso l'alto, riportante il motto, in lettere maiuscole di nero: "NON CEDEMMO" - nastro rappresentativo della ricompensa al Valore: annodata nella parte centrale non visibile della corona turrita, scendente svolazzante in sbarra dal punto predetto, passando dietro la parte superiore dello scudo: 1 M.A.V.M. |
|        | 3º Gruppo artiglieria semovente "Pastrengo" (3º Reggimento artiglieria "Di Fossalta" 3º Reggimento artiglieria da campagna 3º Reggimento artiglieria "Pistoia") - Ornamenti esteriori: - lo scudo è sormontato dalla corona turrita degli Enti Militari - lista bifida d'oro, svolazzante, collocata sotto la punta dello scudo, incurvata con la concavità rivolta verso l'alto, riportante il motto, in lettere maiuscole di nero: "ARDORIS PERITUS" - nastro rappresentativo della ricompensa al Valore: annodato nella parte centrale non visibile della corona turrita, scendente svolazzante in sbarra dal punto predetto, passando dietro la parte superiore dello scudo: 1 M.B.V.M. |
|        | 3º Reggimento artiglieria pesante campale (4º Reggimento artiglieria pesante campale 3º Reggimento artiglieria di Corpo d'armata 3º Raggruppamento artiglieria di Corpo d'Armata) Di rosso, alla banda d'argento, accompagnato in capo dalla croce scorciata, patente e pomata dell'ultimo (di Pisa). Il tutto abbassato al capo d'oro caricato del quartier franco d'azzurro, al tridente bizantino d'Ucraina d'oro. Ornamenti esteriori: - lo scudo è sormontato dalla corona turrita degli Enti Militari - lista bifida d'oro, svolazzante, collocata sotto la punta dello scudo, incurvata con la concavità rivolta verso l'alto, riportante il motto, in lettere maiuscole di nero: "FERRO IGNIQUE VASTARE" - nastri rappresentativi delle ricompense al Valore: annodati nella parte centrale non visibile della corona turrita, scendenti svolazzanti in sbarra ed in banda dal punto predetto, passando dietro la parte superiore dello scudo: 1 M.O.V.M., 1 M.A.V.M., 1 C.d.G.V.M. |
|        | 11º Gruppo artiglieria da campagna semovente "Monferrato" (11º Reggimento artiglieria da campagna 11º Reggimento artiglieria per Divisione di fanteria 11º Reggimento artiglieria "Del Monferrato" 11º Reggimento artiglieria "Ravenna" 11º Reggimento artiglieria motorizzato 11º Reggimento artiglieria da campagna "Legnano") Semitroncato, partito: nel primo, d'argento alla croce di rosso (di Alessandria); nel secondo, d'argento, al capo di rosso (di Monferrato); nel terzo, d'azzurro, alla fascia d'argento caricata da un palo di rosso a due verghette del primo, accompagnato in capo da una stella del secondo (per la Guerra di Liberazione). Ornamenti esteriori: - lo scudo è sormontato dalla corona turrita degli Enti Militari - lista bifida d'oro, svolazzante, collocata sotto la punta dello scudo, incurvata con la ità rivolta verso l'alto, riportante il motto, in lettere maiuscole di nero: "CORDE ET IGNE AUDERE SEMPER" - nastro rappresentativo della ricompensa al Valore: annodato nella parte centrale non visibile della corona turrita, scendente svolazzante in sbarra dal punto predetto, passando dietro la parte superiore dello scudo: 1 M.A.V.M. |
|        | 46º Gruppo artiglieria (Reggimento artiglieria di Divisione motorizzata "Trento" 46º Reggimento artiglieria "Trento") Tagliato: nel primo, d'argento, all'aquila di nero, con le ali legate a trifoglio, d'oro, rostrata e armata dello stesso, allumata e linguata di rosso, il petto caricato da tre fiammelle, dello stesso, poste 2, 1 (di Trento); nel secondo, d'azzurro, al silfio reciso d'oro sormontato da una stella d'argento (di Cirenaica). Ornamenti esteriori: - lo scudo è sormontato dalla corona turrita degli Enti Militari - lista bifida d'oro, svolazzante, collocata sotto la punta dello scudo, incurvata con la concavità rivolta verso l'alto, riportante il motto, in lettere maiuscole di nero: "GIUNGO RAPIDO, POTENTE ABBATTO" - nastri rappresentativi delle ricompense al Valore: annodati nella parte centrale non visibile della corona turrita, scendenti svolazzanti in sbarra ed in banda dal punto predetto, passando dietro la parte superiore dello scudo: 1 M.A.V.M., 1 M.B.V.E. |
|        | 47º Reggimento artiglieria di campagna "Gargano" (47º Reggimento artiglieria di campagna 47º Reggimento artiglieria "Bari") Interzato in sbarra: nel primo d'azzurro, alla croce d'argento, caricata dal leone marciano d'oro; nel secondo fasciato d'argento e d'azzurro (per la Campagna di Grecia); nel terzo, d'argento. Ornamenti esteriori: - lo scudo è sormontato dalla corona turrita degli Enti Militari - lista bifida d'oro, svolazzante, collocata sotto la punta dello scudo, incurvata con la concavità rivolta verso l'alto, riportante il motto, in lettere maiuscole di nero: "NUOVI CIMENTI NUOVE GLORIE" - nastro rappresentativo della ricompensa al Valore: annodato nella parte centrale non visibile della corona turrita, scendente svolazzante in sbarra dal punto predetto, passando dietro la parte superiore dello scudo: 1 C.d.G.V.M. |
|        | 155º Gruppo artiglieria pesante campale semovente "Emilia" (115º Reggimento artiglieria "Emilia" 155º Reggimento artiglieria "Mantova" 155º Reggimento artiglieria di campagna 155º Reggimento artiglieria semovente di Corpo d'armata 155º Reggimento artiglieria semovente controcarri 155º Reggimento artiglieria "Emilia") - Ornamenti esteriori: - lo scudo è sormontato dalla corona turrita degli Enti Militari - lista bifida d'oro, svolazzante, collocata sotto la punta dello scudo, incurvata con la concavità rivolta verso l'alto, riportante il motto, in lettere maiuscole di nero: "PROTESO AD OGNI ARDIMENTO" - nastri rappresentativi delle ricompense al Valore: annodati nella parte centrale non visibile della corona turrita, scendenti svolazzanti in sbarra ed in banda dal punto predetto, passando dietro la parte superiore dello scudo: 1 M.B.V.M., 1 M.B.V.E. |
|        | 205º Gruppo artiglieria pesante campale "Lomellina" (205º Reggimento artiglieria "Bologna") - Ornamenti esteriori: - lo scudo è sormontato dalla corona turrita degli Enti Militari - lista bifida d'oro, svolazzante, collocata sotto la punta dello scudo, incurvata con la concavità rivolta verso l'alto, riportante il motto, in lettere maiuscole di nero: "CON PERIZIA E CON VALORE" - nastri rappresentativi della ricompensi al Valore: annodati nella parte centrale non visibile della corona turrita, scendenti svolazzanti in sbarra dal punto predetto, passando dietro la parte superiore dello scudo: 1 M.A.V.M. |

## Artiglieria di Corpo d'Armata
| Stemma | Unità e blasonatura |
|        | 2º Reggimento artiglieria "Potenza" (2º Gruppo artiglieria pesante campale "Potenza" 2º Reggimento artiglieria di Corpo d'Armata) Inquartato in decusse: nel primo, d'oro all'aquila dal volo spiegato tenente negli artigli una lepre, il tutto al naturale, sopra una campagna di verde (d'Acqui Terme); nel secondo e nel terzo, d'argento a quattro fasce di rosso (di Barletta); nel quarto, d'azzurro al tridente bizantino d'Ucraina d'oro, sormontato da una stella d'argento. Ornamenti esteriori: - lo scudo è sormontato dalla corona turrita degli Enti Militari - lista bifida d'oro, svolazzante, collocata sotto la punta dello scudo, incurvata con la concavità rivolta verso l'alto, riportante il motto, in lettere maiuscole di nero: "NULLA EST TANTA VIS QUAE FRANGI NON POSSIT" - nastro rappresentativo della ricompensa al Valore: annodato nella parte centrale non visibile della corona turrita, scendente svolazzante in sbarra dal punto predetto, passando dietro la parte superiore dello scudo: 1 M.A.V.M. |
|        | 4º Reggimento artiglieria da montagna - Ornamenti esteriori: - lo scudo è sormontato dalla corona turrita degli Enti Militari - lista bifida d'oro, svolazzante, collocata sotto la punta dello scudo, incurvata con la concavità rivolta verso l'alto, riportante il motto, in lettere maiuscole di nero: "RAPIDO E POTENTE". |
|        | 6º Reggimento artiglieria - Ornamenti esteriori: - lo scudo è sormontato dalla corona turrita degli Enti Militari - lista bifida d'oro, svolazzante, collocata sotto la punta dello scudo, incurvata con la concavità rivolta verso l'alto, riportante il motto, in lettere maiuscole di nero: "OMNIA IMPEDIMENTA PERRUMPERE". |
|        | 8º Reggimento artiglieria D'argento, alla banda diminuita d'azzurro, al leone al naturale, coronato, passante sopra una campagna di verde, tenente con la branca anteriore destra una bandiera bifida di rosso alla croce d'argento accantonata da quattro chiavi dello stesso, poste in palo con l'ingegno all'insù ed astata d'oro, il tutto alla bordura scaccata d'oro e di rosso. Ornamenti esteriori: - lo scudo è sormontato dalla corona turrita degli Enti Militari - lista bifida d'oro, svolazzante, collocata sotto la punta dello scudo, incurvata con la concavità rivolta verso l'alto, riportante il motto, in lettere maiuscole di nero: "VELOX IN ACIE POTENS IN PROELIO" - nastro rappresentativo della ricompensa al Valore: annodato nella parte centrale non visibile della corona turrita, scendente svolazzante in sbarra dal punto predetto, passando dietro la parte superiore dello scudo: 1 M.B.V.M. |
|        | 9º Gruppo artiglieria pesante campale "Foggia" - Ornamenti esteriori: - lo scudo è sormontato dalla corona turrita degli Enti Militari - lista bifida d'oro, svolazzante, collocata sotto la punta dello scudo, incurvata con la concavità rivolta verso l'alto, riportante il motto, in lettere maiuscole di nero: "VIM VI DEFENDERE". |
|        | 10º Gruppo artiglieria da campagna semovente "Avisio" - Ornamenti esteriori: - lo scudo è sormontato dalla corona turrita degli Enti Militari - lista bifida d'oro, svolazzante, collocata sotto la punta dello scudo, incurvata con la concavità rivolta verso l'alto, riportante il motto, in lettere maiuscole di nero: "NUNTIANT UNGULAE IGNEM" - nastro rappresentativo della ricompensa al Valore: annodato nella parte centrale non visibile della corona turrita, scendente svolazzante in sbarra dal punto predetto, passando dietro la parte superiore dello scudo: 1 M.A.V.M |
|        | 11º Reggimento artiglieria da campagna semovente "Teramo" D'azzurro, al capriolo d'argento, accompagnato dal tridente bizantino d'Ucraina d'oro in punta e da una stella d'argento nel canton destro del capo. Ornamenti esteriori: - lo scudo è sormontato dalla corona turrita degli Enti Militari - lista bifida d'oro, svolazzante, collocata sotto la punta dello scudo, incurvata con la concavità rivolta verso l'alto, riportante il motto, in lettere maiuscole di nero: "TEMPRATO IL CUORE PIÙ DEL NOSTRO ACCIAIO" - nastri rappresentativi delle ricompense al Valore: annodati nella parte centrale non visibile della corona turrita, scendenti svolazzanti in sbarra ed in banda dal punto predetto, passando dietro la parte superiore dello scudo: 1 M.A.V.M., 1 M.B.V.E. |

## Artiglieria d'Armata
|  | 1º Gruppo artiglieria pesante (Gr.A.Pe.) "Adige" - Ornamenti esteriori: - lo scudo è sormontato dalla corona turrita degli Enti Militari - lista bifida d'oro, svolazzante, collocata sotto la punta dello scudo, incurvata con la concavità rivolta verso l'alto, riportante il motto, in lettere maiuscole di nero: "FLAMMA AC TONITRU EXTERRENT". |
|  | 3º Reggimento missili "Volturno" (3º Reggimento Artiglieria d'Armata) Troncato: nel primo, d'argento all'aquila nascente di nero, caricata in cuore di uno scudetto rosso alla croce d'argento; nel secondo, d'oro, muragliato di nero di otto pezzi, 3, 2, 3. Ornamenti esteriori: - lo scudo è sormontato dalla corona turrita degli Enti Militari - lista bifida d'oro, svolazzante, collocata sotto la punta dello scudo, incurvata con la concavità rivolta verso l'alto, riportante il motto, in lettere maiuscole di nero: "PERSEVERANTIA OMNIA TRASCENDO". |
|  | 9º Gruppo artiglieria pesante (Gr.A.Pe.) "Rovigo" Inquartato: il primo, d'azzurro alla torre d'argento, murata di nero, merlata di cinque, fondata su una campagna di verde e sormontata da una stella pure d'argento; il secondo, di rosso alla croce d'oro bordata di nero (di Messina); il terzo, d'azzurro al tridente bizantino d'Ucraina d'argento; il quarto, d'argento, all'aquila di nero, con le ali legate a trifoglio, d'oro, rostrata e armata dello stesso, allumata e linguata di rosso, il petto caricato da tre fiammelle, dello stesso, poste 2, 1 (di Trento). Ornamenti esteriori: - lo scudo è sormontato dalla corona turrita degli Enti Militari - lista bifida d'oro, svolazzante, collocata sotto la punta dello scudo, incurvata con la concavità rivolta verso l'alto, riportante il motto, in lettere maiuscole di nero: "INTIMAS HOSTIUM VIAS IGNE PETIMUS" - nastri rappresentativi delle ricompense al Valore: annodati nella parte centrale non visibile della corona turrita, scendenti svolazzanti in sbarra ed in banda dal punto predetto, passando dietro la parte superiore dello scudo: 1 M.A.V.M., 1 M.B.V.M. |

## Artiglieria terrestre (da montagna)
| Stemma | Unità e blasonatura |
|        | 1º Reggimento artiglieria terrestre (montagna) (1º Reggimento artiglieria alpina "Taurinense") Di rosso, alla croce d'argento caricata in cuore dal torello furioso d'azzurro (di Torino) ed attraversata in capo da un lambello di tre pendenti dello stesso (del Piemonte). Il tutto abbassato al capo d'oro con il quartier franco di nero al leone d'argento armato e lampassato di rosso (d'Aosta). Ornamenti esteriori: - lo scudo è sormontato dalla corona turrita degli Enti Militari - lista bifida d'oro, svolazzante, collocata sotto la punta dello scudo, incurvata con la concavità rivolta verso l'alto, riportante il motto, in lettere maiuscole di nero: "NULLA VIA INVIA" - nastri rappresentativi delle ricompense al Valore: annodati nella parte centrale non visibile della corona turrita, scendenti svolazzanti in sbarra ed in banda dal punto predetto, passando dietro la parte superiore dello scudo: 1 M.O.V.M., 1 M.A.V.C. |
|        | 2º Reggimento artiglieria terrestre "Vicenza" (2º Reggimento artiglieria alpina "Tridentina") Trinciato: nel primo, d'argento, all'aquila di nero, con le ali legate a trifoglio, d'oro, rostrata e armata dello stesso, allumata e linguata di rosso, il petto caricato da tre fiammelle, dello stesso, poste 2, 1 (di Trento), poggiante su una muraglia al naturale, merlata alla ghibellina, chiusa, murata e finestrata di nero, terrazzata di verde (di Bressanone-Brixen); nel secondo, d'azzurro al leone di San Marco d'oro. Il tutto abbassato al capo d'oro. Ornamenti esteriori: - lo scudo è sormontato dalla corona turrita degli Enti Militari - lista bifida d'oro, svolazzante, collocata sotto la punta dello scudo, incurvata con la concavità rivolta verso l'alto, riportante il motto, in lettere maiuscole di nero: "PER ARDUA ARDENS" - nastri rappresentativi delle ricompense al Valore: annodati nella parte centrale non visibile della corona turrita, scendenti svolazzanti in sbarra ed in banda dal punto predetto, passando dietro la parte superiore dello scudo: 1 M.O.V.M., 1 M.B.V.M.                      |
|        | 3º Reggimento artiglieria terrestre (montagna) (3º Reggimento artiglieria alpina "Julia") Partito: nel primo scaccato di rosso e di nero, all'elmo di Scanderbeg d'oro, posto in sbarra (per la Campagna d'Albania); nel secondo, d'azzurro, al tridente bizantino d'Ucraina d'oro. Il tutto abbassato al capo d'oro. Ornamenti esteriori: - lo scudo è sormontato dalla corona turrita degli Enti Militari - lista bifida d'oro, svolazzante, collocata sotto la punta dello scudo, incurvata con la concavità rivolta verso l'alto, riportante il motto, in lettere maiuscole di nero: "NOBIS INCEDENTIBUS RUPES RUUNT" - nastri rappresentativi delle ricompense al Valore: annodati nella parte centrale non visibile della corona turrita, scendenti svolazzanti in sbarra ed in banda dal punto predetto, passando dietro la parte superiore dello scudo: 2 M.O.V.M., 1 M.A.V.E. |
|        | 4º Reggimento artiglieria da montagna (Gruppo artiglieria da montagna "Pinerolo") Troncato: il primo tripartito: a) d'azzurro, al monte all'italiana di tre cime d'argento; b) di rosso, al leone d'oro passante d'Etiopia; c) a cinque verghette: le laterali d'azzurro, le due interne di rosso, la centrale di nero caricata dall'elmo di Scanderbeg; il secondo di rosso, a tre fasce d'argento; il tutto abbassato al capo d'oro, col quartier franco d'azzurro, caricato da un tridente bizantino d'oro d'Ucraina. Ornamenti esteriori: - lo scudo è sormontato dalla corona turrita degli Enti Militari - lista bifida d'oro, svolazzante, collocata sotto la punta dello scudo, incurvata con la concavità rivolta verso l'alto, riportante il motto, in lettere maiuscole di nero: "SU TUTTE L'ERTE E SOPRA OGNI CIMA" - nastri rappresentativi delle ricompense al Valore: annodati nella parte centrale non visibile della corona turrita, scendenti svolazzanti in sbarra ed in banda dal punto predetto, passando dietro la parte superiore dello scudo: 1 M.O.V.M., 1 M.B.V.M.                                                    |
|        | 5º Reggimento artiglieria da montagna (5º Reggimento artiglieria alpina "Pusteria") D'azzurro, all'aquila in volo sopra cinque cime di monti, la centrale più elevata, il tutto al naturale, tenente negli artigli una bocca da fuoco di nero. Nell'angolo sinistro del capo un quartier franco di rosso, caricato di un leone etiopico d'oro, coronato, passante, tenente nella branca destra una croce copta dello stesso. [N.B.: nel disegno è omesso il Capo d'oro, spettante]. Ornamenti esteriori: - lo scudo è sormontato dalla corona turrita degli Enti Militari - lista bifida d'oro, svolazzante, collocata sotto la punta dello scudo, incurvata con la concavità rivolta verso l'alto, riportante il motto, in lettere maiuscole di nero: "SOPRA GLI ALTRI COME AQUILA VOLA" - nastri rappresentativi delle ricompense al Valore: annodati nella parte centrale non visibile della corona turrita, scendenti svolazzanti in sbarra ed in banda dal punto predetto, passando dietro la parte superiore dello scudo: 1 M.O.V.M., 1 M.B.V.M.                                                                                          |
|        | 6º Reggimento artiglieria da montagna D'argento, al monte all'italiana di tre cime di verde, 1, 2, nascente dalla punta, caricato di uno scudetto d'azzurro, bordato d'oro, al leone passante del secondo (per il Montenegro), e sormontato da un dardo infiammato, al naturale, posto in sbarra in direzione dell'angolo sinistro del capo. Ornamenti esteriori: - lo scudo è sormontato dalla corona turrita degli Enti Militari - lista bifida d'oro, svolazzante, collocata sotto la punta dello scudo, incurvata con la concavità rivolta verso l'alto, riportante il motto, in lettere maiuscole di nero: "FERRO IGNIQUE AD EXCELSA" - nastro rappresentativo della ricompensa al Valore: annodato nella parte centrale non visibile della corona turrita, scendente svolazzante in sbarra dal punto predetto, passando dietro la parte superiore dello scudo: 1 M.O.V.C. |
|        | Gruppo artiglieria da montagna "Agordo" SCUDO: inquartato. Il 1º d'azzurro, alla palma al naturale, fruttata d'oro, su una campagna di verde. Nel 2º e nel 3°, su campo di cielo, l'elmo d'oro di Scanderbeg ed il leone passante d'oro di Montenegro. Il 4° d'azzurro, a due torri merlate, al naturale, chiuse e finestrate di nero, fondate su due scogli uscenti dai lati dello scudo: fra gli stessi, un fiume al naturale ondato d'argento. Sopra le torri, una stella di sei raggi d'argento. Il tutto abbassato al capo ridotto palato d'azzurro e di oro. Ornamenti esteriori: - lo scudo è sormontato dalla corona turrita degli Enti Militari - lista bifida d'oro, svolazzante, collocata sotto la punta dello scudo, incurvata con la concavità rivolta verso l'alto, riportante il motto, in lettere maiuscole di nero: DUT UN TOC" - nastro rappresentativo della ricompensa al Valore: annodato nella parte centrale non visibile della corona turrita, scendente svolazzante in sbarra dal punto predetto, passando dietro la parte superiore dello scudo: 1 M.O.V.C. DPR del 28 febbraio 1977                                 |
|        | Gruppo artiglieria da montagna "Asiago" - Ornamenti esteriori: - lo scudo è sormontato dalla corona turrita degli Enti Militari - lista bifida d'oro, svolazzante, collocata sotto la punta dello scudo, incurvata con la concavità rivolta verso l'alto, riportante il motto, in lettere maiuscole di nero: "TASI E TIRA" - nastro rappresentativo della ricompensa al Valore: annodato nella parte centrale non visibile della corona turrita, scendente svolazzante in sbarra dal punto predetto, passando dietro la parte superiore dello scudo: 1 M.O.V.M. |
|        | Gruppo artiglieria da montagna "Belluno" Partito, semitroncato: nel primo, d'azzurro alla croce d'oro, col braccio superiore accostato da due draghi alati, affrontati di rosso (di Belluno); il secondo, d'azzurro caricato da una montagna su una campagna attraversata da un fiume, il tutto al naturale; nel terzo, di rosso al leone etiopico di Giuda d'oro coronato, passante, tenente nella branca destra una croce copta dello stesso, caricata del Cristo d'argento (per la Campagna d'Etiopia); alla fascia scaccata di rosso e di nero, sulla troncatura (per la Campagna d'Albania). Ornamenti esteriori: - lo scudo è sormontato dalla corona turrita degli Enti Militari - lista bifida d'oro, svolazzante, collocata sotto la punta dello scudo, incurvata con la concavità rivolta verso l'alto, riportante il motto, in lettere maiuscole di nero: "BELLO E UNO" - nastri rappresentativi delle ricompense al valore: annodati nella parte centrale non visibile della corona turrita, scendenti svolazzanti in sbarra ed in banda del punto predetto, passando dietro la parte superiore dello scudo: 1 M.B.V.M., 1 M.B.V.E. |
|        | Gruppo artiglieria da montagna "Sondrio" - Ornamenti esteriori: - lo scudo è sormontato dalla corona turrita degli Enti Militari - lista bifida d'oro, svolazzante, collocata sotto la punta dello scudo, incurvata con la concavità rivolta verso l'alto, riportante il motto, in lettere maiuscole di nero: "PIÙ IN ALTO DELL'AQUILA". |
|        | Gruppo artiglieria da montagna "Udine" D'argento, allo scaglione di nero (d'Udine), caricato in punta da un monte all'italiana di tre cime, 1, 2, al naturale. Il tutto abbassato da un capo d'oro caricato da un quartier franco tagliato d'azzurro: a) al tridente bizantino d'Ucraina d'oro; b) a due fasce d'argento (per la Campagna di Grecia). Ornamenti esteriori: - lo scudo è sormontato dalla corona turrita degli Enti Militari - lista bifida d'oro, svolazzante, collocata sotto la punta dello scudo, incurvata con la concavità rivolta verso l'alto, riportante il motto, in lettere maiuscole di nero: "TIRE E TÀS" - nastri rappresentativi delle ricompense al Valore: annodati nella parte centrale non visibile della corona turrita, scendenti svolazzanti in sbarra ed in banda dal punto predetto, passando dietro la parte superiore dello scudo: 2 M.O.V.M., 1 M.A.V.E. |

## Artiglieria contraerei
| Stemma | Unità e blasonatura |
|        | 2º Reggimento artiglieria contraerei Interzato in pergola: nel primo, d'argento, all'arco teso dalla freccia scoccante, posta in palo e con la punta all'insù, il tutto di nero; nel secondo, d'azzurro, al silfio reciso d'argento (di Cirenaica); nel terzo, partito d'oro e di rosso, al pino d'Italia, posto sulla partizione e attraversante, di verde, fustato e sradicato al naturale, fruttato d'oro, sostenuto dai due leoni, dell'uno nell'altro, il leone posto a destra sostenente con la zampa anteriore sinistra, quello posto a sinistra sostenente con la zampa anteriore destra, entrambi i leoni poggianti le zampe posteriori sulle radici del pino (di Ravenna). Ornamenti esteriori: - lo scudo è sormontato dalla corona turrita degli Enti Militari - lista bifida d'oro, svolazzante, collocata sotto la punta dello scudo, incurvata con la concavità rivolta verso l'alto, riportante il motto, in lettere maiuscole di nero: "IN ALTO MIRANDO". |
|        | 3º Reggimento artiglieria contraerei D'azzurro, al centauro d'argento, rivoltato, capelluto e barbuto di nero, afferrante con la mano sinistra l'arco teso d'oro, cordato di nero, con la mano destra la freccia d'oro, in atto di essere scoccata; esso centauro impennato e poggiante gli arti posteriori sul ristretto di verde. Ornamenti esteriori: - lo scudo è sormontato dalla corona turrita degli Enti Militari - lista bifida d'oro, svolazzante, collocata sotto la punta dello scudo, incurvata con la concavità rivolta verso l'alto, riportante il motto, in lettere maiuscole di nero: "HOSTIUM FRANGIMUS ALAS". |
|        | 4º Reggimento artiglieria controaerei "Peschiera" Inquartato: nel primo, d'argento, alla croce di rosso, accantonata nel capo della testa di Virgilio, al naturale, in maestà, attortigliata dal serto di alloro, di verde (di Mantova); nel secondo, d'azzurro, al tridente bizantino d'Ucraina, sormontato da una stella, il tutto d'oro; nel terzo, d'azzurro, alla stella alpina recisa, fiorita di tre e fogliata di tre, al naturale; nel quarto, di rosso, al silfio reciso, d'oro (di Cirenaica). Ornamenti esteriori: - lo scudo è sormontato dalla corona turrita degli Enti Militari - lista bifida d'oro, svolazzante, collocata sotto la punta dello scudo, incurvata con la concavità rivolta verso l'alto, riportante il motto, in lettere maiuscole di nero: "CONTRO L'ALA AVVERSA" - onorificenza: accollata alla punta dello scudo con l'insegna pendente al centro del nastro con i colori della stessa, la croce di Cavaliere dell'Ordine militare d'Italia - nastro rappresentativo della ricompensa al Valore: annodato nella parte centrale non visibile della corona turrita, scendente svolazzante in sbarra dal punto predetto, passando dietro la parte superiore dello scudo: 1 M.B.V.M., 1 M.B.V.E. |
|        | 5º Reggimento artiglieria contraerei Interzato in palo: nel primo, inquartato alla croce d'argento sull'inquadratura caricata in cuore dal leone di S. Marco, d'oro: a) troncato, di verde alla testa di cinghiale rivolta al naturale e d'azzurro al torrione emergente da un mare fluttuoso, il tutto al naturale (di Pescara); b) e c) d'azzurro pieno; d) d'argento alla croce di rosso (di Padova); nel secondo, troncato: a) d'azzurro a due fasce d'argento (per la Campagna di Grecia), b) d'oro alla burella d'azzurro posta in banda accompagnata in capo dal tridente bizantino d'Ucraina d'azzurro; nel terzo, d'argento, al palo di rosso caricato da due filetti in palo d'azzurro (per la Guerra di Liberazione), abbassato ad un capo d'argento alla croce di rosso (di Padova). Ornamenti esteriori: - lo scudo è sormontato dalla corona turrita degli Enti Militari - lista bifida d'oro, svolazzante, collocata sotto la punta dello scudo, incurvata con la concavità rivolta verso l'alto, riportante il motto, in lettere maiuscole di nero: "INTER NUBES DETONANS HOSTEM EXTERRET". |
|        | 17º Reggimento artiglieria contraerei "Sforzesca" (17º Reggimento artiglieria "Sforzesca") Partito, semitroncato: il primo, di rosso alla croce d'argento (di Novara), col capo d'oro alla croce di rosso (di Lodi); il secondo, di rosso al palo di nero caricato dell'elmo di Scanderbeg d'oro, cimato da una stella d'argento (per la Campagna d'Albania); nel terzo, d'azzurro al tridente bizantino d'oro d'Ucraina, accostato da due stelle d'argento. In cuore sul tutto uno scudetto d'azzurro al leone d'oro, armato e lampassato di rosso, tenente nelle branche un ramo di rosa fiorito al naturale. Ornamenti esteriori: - lo scudo è sormontato dalla corona turrita degli Enti Militari - lista bifida d'oro, svolazzante, collocata sotto la punta dello scudo, incurvata con la concavità rivolta verso l'alto, riportante il motto, in lettere maiuscole di nero: "CON FORZA E ARDIMENTO" - nastri rappresentativi delle ricompense al Valore: annodati nella parte centrale non visibile della corona turrita, scendenti svolazzanti in sbarra ed in banda dal punto predetto, passando dietro la parte superiore dello scudo: 3 M.A.V.M. |
|        | 18º Reggimento artiglieria contraerei (18º Reggimento artiglieria "Gran Sasso") Partito: il primo, tagliato alla traversa d'oro: a) d'argento all'aquila di rosso, b) d'azzurro ai due monti al naturale posti sopra una campagna di verde, attraversata da un fiume, il tutto al naturale, sormontato dalla costellazione dell'Orsa Maggiore d'argento; il secondo, troncato: a) di rosso alla banda indivisa d'azzurro attraversata da due sciabole al naturale poste in decusse, quella di destra a lama dritta, quella di sinistra a lama arcuata, il tutto sormontato da un listello d'argento alla scritta "CUSTOZA", a lettere maiuscole di nero; b) partito, nel primo di rosso all'elmo di Scanderbeg d'oro (per la Campagna d'Albania); nel secondo fasciato d'azzurro e d'argento di sei pezzi (per la Campagna di Grecia). Ornamenti esteriori: - lo scudo è sormontato dalla corona turrita degli Enti Militari - lista bifida d'oro, svolazzante, collocata sotto la punta dello scudo, incurvata con la concavità rivolta verso l'alto, riportante il motto, in lettere maiuscole di nero: "MAGIS MAGISQUE" - nastri rappresentativi delle ricompense al Valore: annodati nella parte centrale non visibile della corona turrita, scendenti svolazzanti in sbarra ed in banda dal punto predetto, passando dietro la parte superiore dello scudo: 1 M.B.V.M.,1 M.A.V.E. |
|        | 121º Reggimento artiglieria contraerei "Ravenna" Inquartato: nel primo, d'argento, all'aquila di nero col volo spiegato, coronata con corona d'oro chiusa da otto vette dello stesso (cinque visibili), ornate da perle, sostenenti il globo d'oro, cerchiato e cimato dalla crocetta dello stesso, essa aquila rostrata e armata d'oro, tenente con gli artigli due cannoni d'oro, posti in decusse, il cannone in banda abbassata attraversante sul cannone in sbarra abbassata, ed accollata dallo scudetto partito: nel 1º, di rosso, al quadrato d'argento; nel 2º, d'argento, alla lupa passante, di nero, linguata di rosso (di Piacenza); nel secondo, d'azzurro, al tridente bizantino d'Ucraina, d'oro, sormontato da una stella d'argento; nel terzo, inquartato, nel 1º e nel 4º, d'argento, alla croce di rosso, col capo d'Angiò; nel 2º e nel 3º, d'azzurro, alla parola LIBERTAS, a lettere maiuscole d'oro, posta in banda (di Bologna); nel quarto, partito d'oro e di rosso. Ornamenti esteriori: - lo scudo è sormontato dalla corona turrita degli Enti Militari - lista bifida d'oro, svolazzante, collocata sotto la punta dello scudo, incurvata con la concavità rivolta verso l'alto, riportante il motto, in lettere maiuscole di nero: "FIDE ITUR AD ASTRA" - nastro rappresentativo della ricompensa al Valore: annodato nella parte centrale non visibile della corona turrita, scendente svolazzante in sbarra dal punto predetto, passando dietro la parte superiore dello scudo: 1 M.A.V.M. |

## Artiglieria a Cavallo
| Stemma | Unità e blasonatura |
|        | Reggimento artiglieria a cavallo "Voloire" Semitroncato, partito: il primo, d'oro, all'aquila di nero, col volo abbassato, coronato con corona d'oro chiusa da otto vette dello stesso (cinque visibili), ornate da perle, sostenenti il globo d'oro, cerchiato e cimato dalla crocetta dello stesso; essa aquila, caricata in cuore dallo scudetto ovoidale d'oro, alla fascia di rosso ed al capo dello stesso, caricato dalla croce d'argento, linguata di rosso, rostrata e armata d'oro, con la coda attraversata da due sciabole d'argento, poste in decusse, con le else d'oro all'ingiù, ed afferrante la bocca da fuoco d'argento, posta in fascia, attraversante le sciabole e la coda; il secondo, d'argento, alla croce di rosso (di Milano). Il terzo, d'azzurro, inquartato da due filetti di rosso: nel I e nel IV, al tridente bizantino d'Ucraina, di oro; nel II e III, al silfio reciso, d'oro, sormontato da una stella d'argento (di Cirenaica). Ornamenti esteriori: - lo scudo è sormontato dalla corona turrita degli Enti Militari - lista bifida d'oro, svolazzante, collocata sotto la punta dello scudo, incurvata con la concavità rivolta verso l'alto, riportante il motto, in lettere maiuscole di nero: "IN HOSTEM CELERRIME VOLANT" - nastri rappresentativi delle ricompense al Valore: annodati nella parte centrale non visibile della corona turrita, scendenti svolazzanti in sbarra ed in banda dal punto predetto, passando dietro la parte superiore dello scudo: 4 M.A.V.M. |

## Unità NBC e reparti speciali
| Stemma | Unità e blasonatura |
|        | 7º Reggimento difesa NBC "Cremona" Interzato in palo. Nel primo inquartato: a) di rosso, alla croce d'argento attraversata in capo dal lambello di tre gocce d'azzurro (di Piemonte); b) d'argento, alla croce di rosso abbassata al capo d'Angiò (di Bologna); c) d'argento al giglio bottonato di rosso (di Firenze); d) di rosso, alla croce scorciata, patente e pomata d'argento (di Pisa); nel secondo, troncato: a) d'argento alla leonessa di rosso passante, caricata sulla spalla sinistra di una stella d'argento; b) fasciato ondato d'argento e d'azzurro di dieci pezzi (per la Campagna di Grecia); nel terzo, d'argento al palo di rosso caricato da due gemelle cucite d'azzurro (per la Guerra di Liberazione), con in cuore uno scudetto d'argento bordato d'azzurro alla testa di moro di nero attortigliata del campo ed ornata di una collana di rosso (per la Sardegna). Ornamenti esteriori: - lo scudo è sormontato dalla corona turrita degli Enti Militari - lista bifida d'oro, svolazzante, collocata sotto la punta dello scudo, incurvata con la concavità rivolta verso l'alto, riportante il motto, in lettere maiuscole di nero: "COL FERRO E COL FUOCO CONTRO IL NEMICO" - nastro rappresentativo della ricompensa al Valore: annodatonella parte centrale non visibile della corona turrita, scendente svolazzante in sbarra ed in banda dal punto predetto, passando dietro la parte superiore dello scudo: 1 M.B.V.M., 1 C.d.G. V.M., 1 M.A.V.E. |
|        | 1º Battaglione NBC "Etruria" Trinciato: nel primo, d'argento al drago di verde con le fauci fiammeggianti di rosso; nel secondo, d'argento a quattro fasce nuvolate di nero. Sulla trinciatura, una banda di rosso caricata in cuore dal tridente bizantino d'Ucraina d'oro. Ornamenti esteriori: - lo scudo è sormontato dalla corona turrita degli Enti Militari - lista bifida d'oro, svolazzante, collocata sotto la punta dello scudo, incurvata con la concavità rivolta verso l'alto, riportante il motto, in lettere maiuscole di nero: "A NUOVA OFFESA NUOVA DIFESA". |
|        | 13º Gruppo acquisizione obiettivi (GRACO) "Aquileia" Di rosso, alla deriva d'aereo d'azzurro in forma di A recante una testa d'aquila, d'argento e la scritta "AQUILEIA", a lettere maiuscole di nero in sbarra. Il tutto abbassato al capo, troncato, a) di rosso, alla scritta "13° GRACO", a lettere maiuscole di nero; b) ritroncato, d'argento e d'azzurro. Ornamenti esteriori: - lo scudo è sormontato dalla corona turrita degli Enti Militari - lista bifida d'oro, svolazzante, collocata sotto la punta dello scudo, incurvata con la concavità rivolta verso l'alto, riportante il motto, in lettere maiuscole di nero: "PERQUIRIMOS DIRUENDA". |
|        | 41º Reggimento artiglieria "Cordenons" (dal 2004 nell'Arma delle Trasmissioni come 41º Reggimento "Cordenons") Inquartato: nel primo, d'azzurro alla stella raggiata di otto d'oro; nel secondo, di rosso al palo di nero, caricato dell'elmo di Scanderbeg d'oro, posto in sbarra, attraversante (per la Campagna d'Albania); nel terzo, d'argento al giglio bottonato di rosso (di Firenze); nel quarto, d'azzurro, alla ruota d'argento, dentata di otto pezzi, caricata da tre spighe di frumento d'oro, poste a ventaglio (di Cordenons). Ornamenti esteriori: - lo scudo è sormontato dalla corona turrita degli Enti Militari - lista bifida d'oro, svolazzante, collocata sotto la punta dello scudo, incurvata con la concavità rivolta verso l'alto, riportante il motto, in lettere maiuscole di nero: "IGNIS INTELLECTUS" - nastro rappresentativo della ricompensa al Valore: annodato nella parte centrale non visibile della corona turrita, scendente svolazzante in sbarra dal punto predetto, passando dietro la parte superiore dello scudo: 1 M.A.V.M. |
|        | 185º Reggimento paracadutisti ricognizione acquisizione obiettivi "Folgore" (185º RRAO)" Troncato: il primo, d'azzurro attraversato in sbarra da una dardo d'oro; il secondo interzato: a) di rosso alla croce piana d'argento, caricata da un corniolo al naturale sradicato, fogliato e fruttato di rosso (di Tarquinia); b) d'azzurro, al leone illeopardito, coronato d'oro, passante su una pianura di verde, accollato ad una palma fruttata di rosso, al naturale e tenente con la branca anteriore destra una bandiera bifida di rosso, alla croce d'argento accantonata da quattro chiavi dello stesso in palo, con l'ingegno all'insù (di Viterbo); c) di rosso, alla fortezza torricellata di due al naturale, uscente da un mare ondato d'azzurro, la torre di destra cimata di una banderuola bifida d'argento, svolazzante a sinistra, e caricata dalla legenda "FIDES", in caratteri maiuscoli di nero (di Livorno). Il tutto abbassato al capo d'oro con il quartier franco d'azzurro al silfio d'oro reciso di Cirenaica. Ornamenti esteriori: - lo scudo è sormontato dalla corona turrita degli Enti Militari - lista bifida d'oro, svolazzante, collocata sotto la punta dello scudo, incurvata con la concavità rivolta verso l'alto, riportante il motto, in lettere maiuscole di nero: "COME FOLGORE SEMPRE ED OVUNQUE" - nastri rappresentativi delle ricompense al Valore: annodati nella parte centrale non visibile della corona turrita, scendenti svolazzanti in sbarra ed in banda dal punto predetto, passando dietro la parte superiore dello scudo: 1 M.O.V.M., 1 M.A.V.E. |
|        | 5º Gruppo specialisti di artiglieria "Medea" Troncato: nel primo, d'azzurro, a tre teste di leone coronate, in maestà, ben ordinate, d'oro e lampassate di rosso (di Dalmazia); nel secondo, d'argento, al capriolo di nero (d'Udine). Ornamenti esteriori: - lo scudo è sormontato dalla corona turrita degli Enti Militari - lista bifida d'oro, svolazzante, collocata sotto la punta dello scudo, incurvata con la concavità rivolta verso l'alto, riportante il motto, in lettere maiuscole di nero: "MEAM VOCEM TIME". |
|        | 6º Gruppo specialisti di artiglieria "Montello" - Ornamenti esteriori: - lo scudo è sormontato dalla corona turrita degli Enti Militari - lista bifida d'oro, svolazzante, collocata sotto la punta dello scudo, incurvata con la concavità rivolta verso l'alto, riportante il motto, in lettere maiuscole di nero: "OMNIA IMPEDIMENTA PERRUMPERE". |
|        | 12º Gruppo specialisti di artiglieria "Biella" - Ornamenti esteriori: - lo scudo è sormontato dalla corona turrita degli Enti Militari - lista bifida d'oro, svolazzante, collocata sotto la punta dello scudo, incurvata con la concavità rivolta verso l'alto, riportante il motto, in lettere maiuscole di nero: "HOSTIBUS FLAGELLUM". |